# Lucian Pintilie
Lucian Pintilie (9. listopadu 1933 Tarutina – 16. května 2018 Bukurešť) byl rumunský filmový režisér a scenárista. Jeho druhý film Rekonstrukce z roku 1968 bývá označován za nejlepší rumunský film všech dob[zdroj⁠?!]. Rumunskými úřady byl ovšem zakázán a Pintilie se mohl vrátit za kameru až za deset let, ovšem v jugoslávské produkci. V Rumunsku se jeho další filmy promítaly až po pádu komunismu v roce 1989. Za film Terminus Paradis získal v roce 1998 Velkou cenu poroty na Benátském festivalu. Bývá označován za předchůdce či „kmotra“ rumunské „nové vlny“. Byl též divadelním režisérem. V letech 1960 až 1972 byl ředitelem a hlavním režisérem Divadla Bulandra v Bukurešti. Po roce 1973 režíroval hlavně ve Francii, v Théâtre national de Chaillot a Théâtre de la Ville.

## Filmografie
- V neděli v 6 ráno (Duminică la ora şase) (1965)
- Rekonstrukce (Reconstituirea) (1968)
- Pavilon č. 6 (Paviljon VI) (1978)
- Za co táhnou zvony Míťo? (De ce trag clopotele, Mitică?) (1982)
- Dub (Balanţa) (1992)
- Nezapomenutelné léto (O vară de neuitat) (1994)
- Příliš pozdě (Prea târziu) (1996)
- Terminus Paradis (1998)
- Mučitelovo odpoledne (Dupa-amiaza unui tortionar) (2001)
- Niki a Flo (Niki Ardelean, colonel in rezerva) (2003)
- Tertium non datur (2006)